# Eugene Rousseau (szaxofonista)
Eugene Rousseau (Blue Island, Illinois, 1932. augusztus 23. – 2024. augusztus 26.) amerikai klasszikus szaxofonista. A mai klasszikus szaxofonozás egyik legkiemelkedőbb alakja mind szólókarrierjét, mind pedagógiai munkásságát tekintve. Elsősorban alt- és tenorszaxofonon játszott.

## Tanulmányai, pályafutása
Rousseau Chicagóban, a Northwestern University zenei főiskoláján tanult, majd az iowai egyetemen szerzett doktori címet Himie Voxman tanítványaként. 1960-ban Fulbright ösztöndíjjal a párizsi konzervatóriumban tanult Marcel Mule kezei alatt.
Ő volt az 1969-ben megrendezett első szaxofonos világkongresszus egyik alapítója és szervezője. Ez a kongresszus fordulópontot jelentett a szaxofon történetében, innentől kezdve tekintik a hangszert a zenei kifejezés komoly médiumának. 2005-ben Rousseau a Minneapolisban megrendezett XIII. szaxofon világkongresszus szervezőbizottságának elnöke volt. Az észak-amerikai szaxofon szövetség életre szóló tagsággal tüntette ki.
1970-től kaphatók a nevével fémjelzett fúvókák. 1972-től a Yamaha kutató tanácsadója volt; kizárólag Yamaha hangszeren játszott.

## Pedagógiai munkássága
Rousseau 36 évig tanított a indianai egyetemen, 1964–2000 között. Számos tanítványa szintén ismert pedagógus lett, többek között Otis Murphy, aki az egyetemi katedrán követte. 2000-től a minnesotai egyetemen tanított.
1991-től évente egyszer a salzburgi Mozarteumban tartott mesterkurzust.

## Írásai
Számos kiadvány kapcsolódik Rousseau nevéhez, többek között Marcel Mule életrajza Marcel Mule: sa vie et le saxophone címmel.
Két módszertani könyvet is írt, az angol, német és japán nyelven kiadott The E. Rousseau Beginning Saxophone Method címűt, és az angolul, franciául és németül megjelent Saxophone High Tones-t.
Számos szaxofonra átírt művet is publikált.

## Felvételek
Rousseau számos felvétele beszerezhető CD-n. Dolgozott együtt többek között a bécsi Haydn Trióval, a Budapesti Vonósokkal és a Winds of Indiana zenekarral. Legutóbb az Új Budapest Vonósnégyessel készített albumot.
- Saxophone Concertos, 1971-ben adta ki a Deutsche Grammophon, ez volt az első lemez, ami kizárólag szaxofon koncerteket tartalmazott. Az album 1998-ban CD-n is megjelent.
- Saxophone Vocalise (Delos 3188), melyen Rousseau a Winds of Indiana zenekarral játszik, Frederick Fennell vezényletével, többek között Bruch, Gershwin, Heiden, Massenet, Muczynski és Puccini darabokat adnak elő.
- Celebration (McGill), melyen Rousseau a Gerald Danovitch szaxofonkvartettel szerepel.
- Eugene Rousseau with the Haydn Trio of Vienna (RICA-1003)
- The Music of Jindrich Feld ( RICA-1004), melyen Rousseau Jindrich Feld cseh zeneszerző műveit adja elő a Janacek filharmonikusokkal és Jaromir Klepac zongoraművésszel.
- The Undowithoutable Instrument (RICA-1002, melyen Rousseau a Budapesti vonósokkal játszik szopránszaxofonon.
- Saxophone Masterpieces (RICA-1001), melyen Roussean Jaromir Klepac zongoraművésszel szerepel.
- Mr. Mellow (Liscio), melyen Rousseau az ER Big Band zenekarral játszik.
- Meditation From Thais (ALCD-7021), melyen Rousseau különféle méretű szaxofonokon játszik komolyzenei darabokat.
- Tsunagari (Liscio), melyen Rousseau a zágrábi szaxofonkvartettel játszik.
- The Royal Band of the Belgian Air Force Eugene Rousseau soloist, Alain Crepin conductor/soloist (Jeanné Digital Recordings), melyen Rousseau a belga légierő zenekarával és Alain Crepin-nel játszik.
- The New Budapest Quartet, Eugene Rousseau soloist (Jeanné Digital Recordings), melyen Rousseau és az Új Budapest Vonósnégyes Brahms és Mozart darabokat ad elő.

## Rousseau számára írt zeneművek
Több jól ismert klasszikus szaxofondarabot írtak Rousseau számára, többek között a következőket:
- Partita, írta Juan Orrego-Salas
- Sonata for alto saxophone and piano, írta Jindrich Feld
- Solo, írta Bernhard Heiden
- Fantasia Concertante for alto saxophone and winds, írta Bernhard Heiden
- Hear Again in Memory, írta Frederick Fox
- Skyscrapings for alto saxophone and piano, írta Don Freund